# Можайское (Вологодская область)

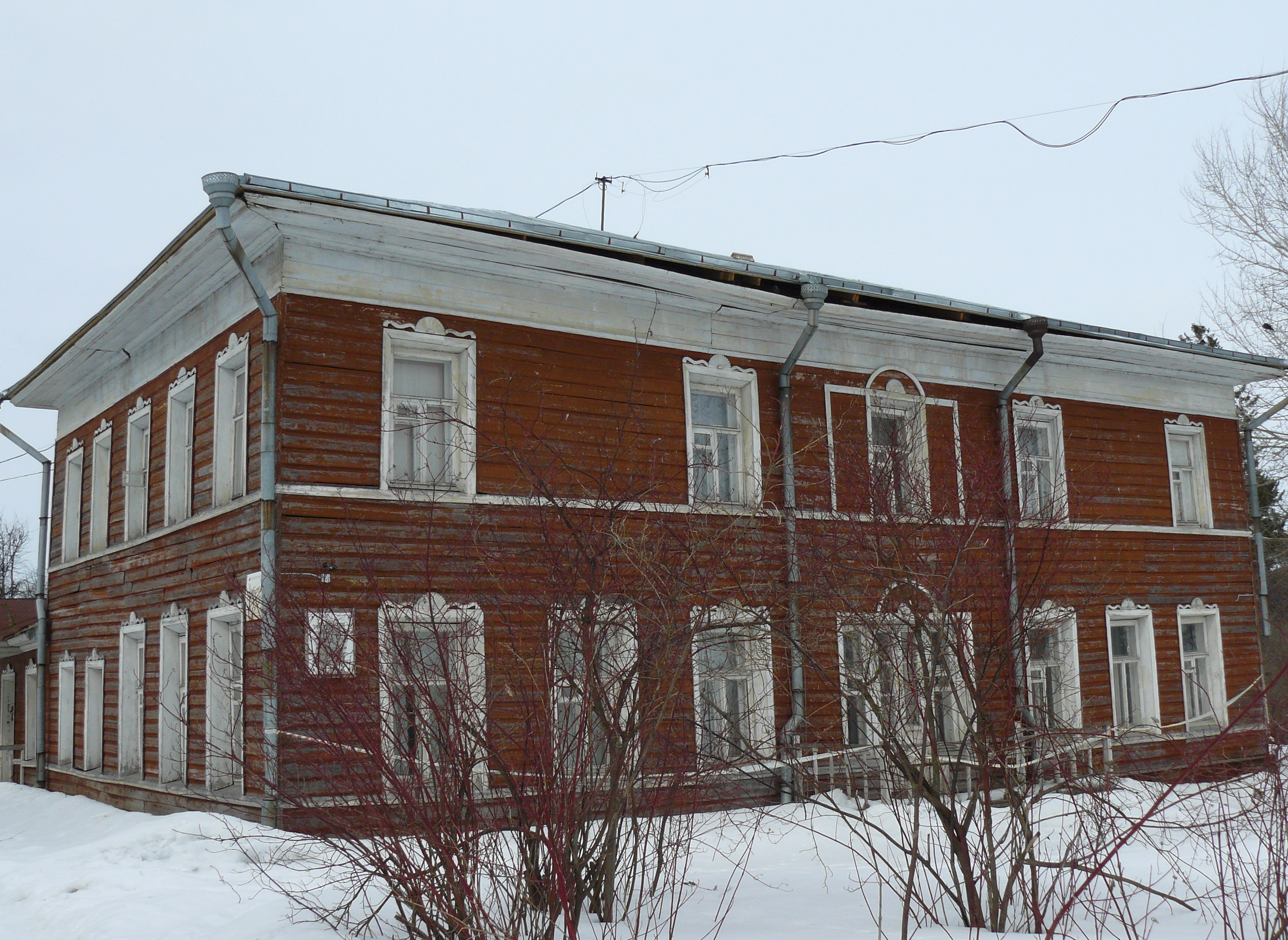
Дом-музей А. Ф. Можайского

Можайское — посёлок в Вологодском районе Вологодской области.
Входит в состав Спасского сельского поселения, с точки зрения административно-территориального деления — в Спасский сельсовет.

## География
Расстояние по автодороге до районного центра Вологды — 12 км, до центра муниципального образования Непотягово — 2 км. Ближайшие населённые пункты — Жилино, Котельниково, Конищево.

## История
В 1962 г. указом Президиума Верховного Совета РСФСР деревня Котельниково переименована в деревню Можайское.
Первоначальное название — Котельниково, переименовано в честь изобретателя, контр-адмирала А. Ф. Можайского, который жил в имении Котельниково в 1861—1869 годах. Здесь же родился его сын, А. А. Можайский. В 1986 году в усадьбе Котельниково открыт дом-музей А. Ф. Можайского, который является филиалом Вологодского музея-заповедника.
До 26 декабря 2001 года Можайское имело статус деревни.

## Население
| 2010 |
| ---- |
| 814  |

По переписи 2002 года население — 763 человека (360 мужчин, 403 женщины). Преобладающая национальность — русские (99 %).